# Малая Еланка
Ма́лая Ела́нка — деревня в Иркутском районе Иркутской области России. Входит в Мамонское муниципальное образование. 

## География
Находится по южной стороне федеральной автомагистрали Р255 «Сибирь» (в 1 км западнее съезда на Обходную автодорогу Иркутска), на левом берегу речки Вересовки (левый приток Ангары), в 21 км к северо-западу от центра Иркутска.

## Население
| 2002 | 2010 | 2011 | 2012 |
| ---- | ---- | ---- | ---- |
| 572  | ↗774 | ↗779 | ↘776 |

По данным Всероссийской переписи, в 2010 году в деревне проживали 774 человека (379 мужчин и 395 женщин).